# Palazzo Pucci (Amendolara)
Il Palazzo Pucci fu costruito, nel paese di Amendolara, all'inizio del XVIII secolo dalla famiglia Pucci di Amendolara.

## Storia
La famiglia, originaria della Toscana, si trasferì, in un primo tempo a Napoli, e, successivamente, in Calabria, prima ad Oriolo Calabro, e poi ad Amendolara. 
Nel 1797 divengono baroni feudatari dello “Stato della terra di Trebisacce”, in seguito all'assenso reale sull'acquisto del feudo dal principe “Teodoro Correr di Venezia”, figlio di Giacomo Correr e di Marianna Petagna, baronessa e principessa di Trebisacce.

## Descrizione

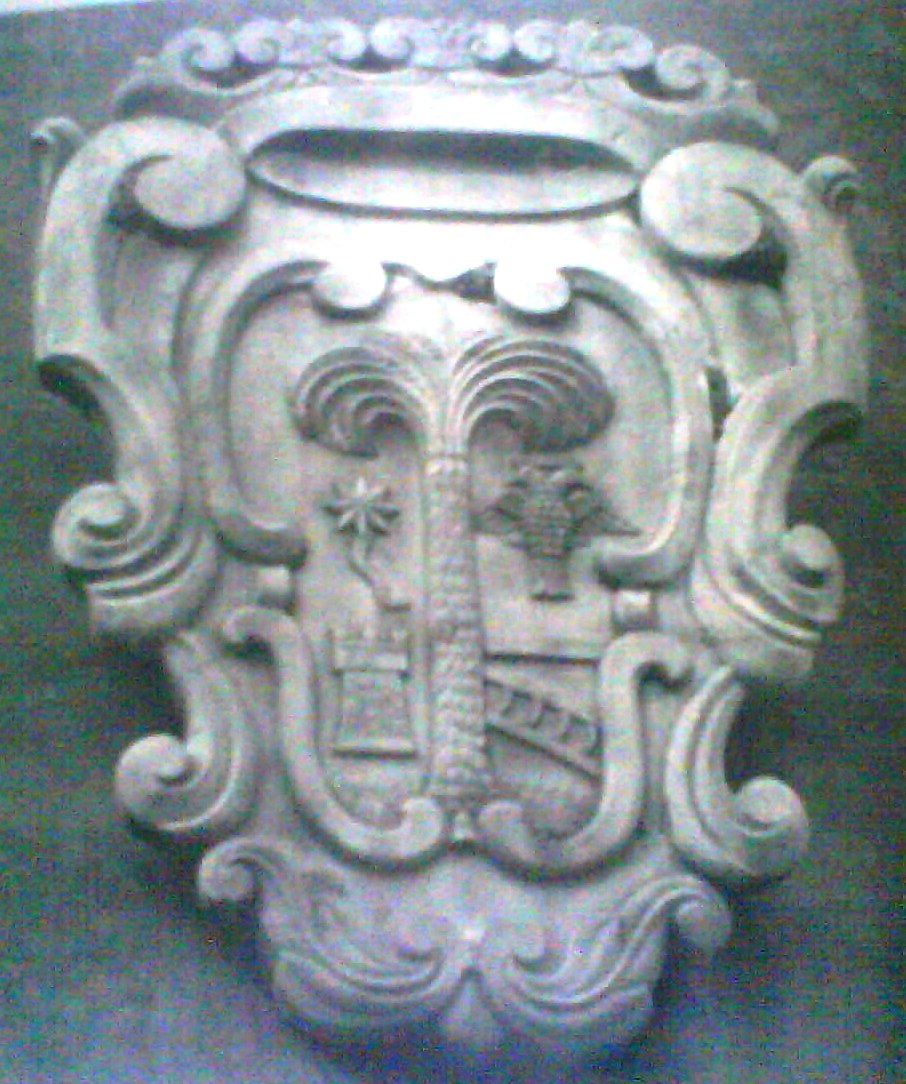
stemma Pucci

Costruito nel 1736, il fabbricato all'epoca si trovava “fuori casale”, cioè fuori le mura di cinta del paese, che si sviluppavano dal castello sino a racchiudere la chiesa di Santa Margherita. L'edificazione del palazzo si protrarrà per parecchio tempo, con maestranze scelte fatte venire appositamente da Napoli e da altre province campane. I maestri si trasferirono con le loro famiglie e alcune, secondo la tradizione orale, rimasero ad Amendolara.
Il palazzo, nella sua struttura originaria, si sviluppava in lunghezza su due piani; al piano terra si trovavano i magazzini, che originariamente presentavano aperture solo all'interno del fabbricato. Solo successivamente vennero realizzate quelle sul fronte strada così come appaiono oggi. I magazzini erano utilizzati come stoccaggio per le merci in transito verso Napoli. Amendolara allora era un'importante stazione di cambio per i cavalli che provenivano dal sud Italia.
Il primo piano presenta una architettura ariosa e lineare, ispirata alle linee semplici tipiche dell'architettura del XVIII secolo. I soffitti, di alcune stanze erano affrescati, ma purtroppo non abbiamo più tracce di affreschi perché un incendio, scoppiato nell'800, distrusse parecchio, tanto che ancora oggi, entrando dal portone dell'ingresso principale del palazzo, si possono notare le travi ancora annerite. Tracce di affreschi si potevano ancora notare oltre una quarantina di anni fa, sul soffitto nella stanza cosiddetta della “cappella”, ma per incuria, e per lavori di consolidamento delle travi e soffitti, eseguiti velocemente e senza particolare attenzione, non sono giunti fino ai giorni nostri. Le stanze di questo piano poi affacciano anche all'interno di un cortile rettangolare, una piccola corte. Dove aprivano un tempo i magazzini, ora ve n'è solo uno che si apre sul cortile.
Al primo piano si accede attraverso due rampe di scale comode e basse. Si possono notare, alla base della volta del primo pianerottolo, dei gigli borbonici ripetuti anche sui fregi dei balconi esterni, fronte strada. L'ingresso in casa avveniva, all'epoca, attraverso una grande sala, sul lato sinistro della quale, entrando dalla porta di ingresso, vi erano a seguire: un grande ingresso di servizio, ancora esistente, utilizzato per merci e personale delle cucine; un grande camino, altezza d'uomo, ai cui lati vi erano le panche dove i “massari” ed il personale in genere aspettavano gli ordini per la giornata; di fronte, le porte delle cucine ed infine, centrata sulla destra, la porta del piano, che si apriva su un grande ingresso con un camino, ed una grande finestra che affaccia nel cortile. In questa stanza e in quella successiva le porte sulla sinistra immettevano in quella che all'epoca doveva essere la zona letto, poi a seguire, dalla successiva grande stanza, che tramite un balcone centrale prende luce dalla strada, procedendo sulla destra in un susseguirsi di grandi stanze una dentro l'altra, come voleva l'architettura dell'epoca, con affacci fronte strada e fronte mare mediante balconi, e con grandi finestre che all'interno danno sul cortile, dando così luce piena alle stanze, si procedeva in quelle che allora come oggi del resto erano di rappresentanza. Queste sono rimaste quasi immutate, anche se in parte rimpicciolite, per la necessità di avere nuove camere da letto.
Il palazzo, infatti già alla fine dell'Ottocento era stato diviso, per poter ospitare due o più famiglie. Quindi anche la grande sala ha subito modifiche, e del resto sono stati aperti altri ingressi nel piano. Per esempio sono state ricavate una cucina e “la stanza del forno“ da quella che all'epoca era una grande cisterna per l'acqua piovana, e fu girato di 180° per questa cucina un altro grande camino.
L'eccentricità dell'ingresso principale, lascerebbe pensare che il palazzo sia rimasto incompiuto nel versante a nord. Mancherebbero due balconi collocati nel posto dove si apre un giardino. Di fronte al palazzo, in un'altra costruzione bassa, erano situate le stalle che, nella parte superiore, ospitavano la servitù. Solo successivamente le stalle vennero trasformate in frantoio e magazzini per l'olio. A partire dalla seconda metà dell'Ottocento, più di cento anni dopo dall'inizio della sua costruzione, al palazzo fu aggiunto un piano superiore, ubicato nella parte posteriore. Lì alloggiarono gli ospiti. In particolare vi fu ospitato l'ingegnere della ditta francese addetta alla costruzione della ferrovia ionica (tratta Taranto-Rossano) e sua moglie, anche lei francese. Proprio la loro presenza fece sì che l'appartamento venne meglio conosciuto come “a casa da francese”.
In verità le ditte che si erano succedute erano state diverse. Quella che aveva iniziato alla tratta Taranto-Rossano era la società “De Rosa-Falcon” poi sostituita dalla “Società Ferroviaria Vitale-Picard-Charls&C” costituita a Parigi nel 1867 e che porterà a termine, come da contratto, il lavoro nel 1869. Pertanto è possibile dedurre che il piano superiore del palazzo sia stato realizzato in quegli anni. Ad avvalorare questa tesi la presenza di piccole travi di legno, traversine ferroviarie dell'epoca, che sono state rinvenute durante i lavori, recenti, di ristrutturazione.
Nel tempo la struttura superiore ha subìto varie aggiunte e modifiche. Nei recenti anni '60, ad esempio, è stata abbattuta un'enorme cappa a forma di cupola che sovrastava le vecchie cucine circolari del palazzo. Al suo posto è stata costruita una stanza con terrazza annessa. Più felice certamente la scelta dell'apertura, sui tetti, di due altre terrazze dette “logge”, che offrono un panorama suggestivo che spazia dai monti (alle pendici del Pollino) fino al mare (con la visuale di un tratto di costa, quasi a Cariati).
Nel palazzo si trova la cappella, consacrata a San Francesco Saverio, dove viene ogni anno celebrata la Messa il 3 dicembre. Il palazzo è ancora oggi di proprietà della famiglia Pucci.

## Struttura
I materiali usati per la costruzione del palazzo sono, principalmente, costituiti da materiale locale, in particolare le mura principali, da pietre di fiume, tufo, malta e canne. Le rifiniture caratterizzano l'architettura lineare del 1700.

## Galleria d'immagini

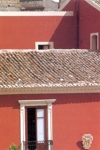
Loggia
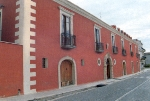
Palazzo Pucci
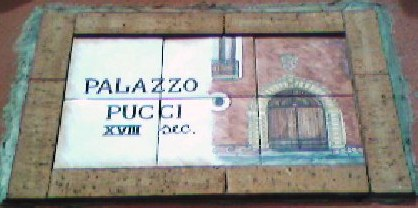
Targa
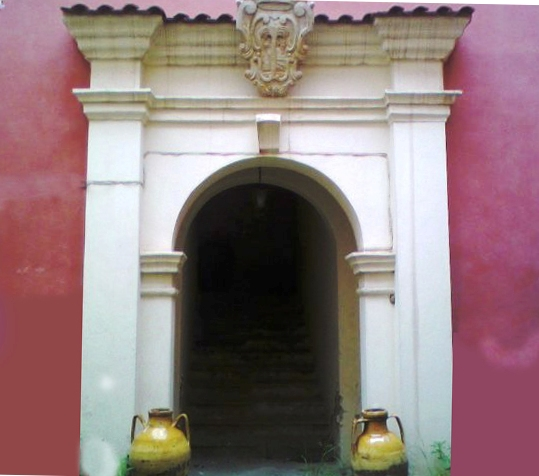
Cortile interno